# ماكس ليند
ماكس ليند (بالألمانية: Max Linde)‏ هو طبيب عيون ألماني، ولد في 14 يونيو 1862 في لوبيك في ألمانيا، وتوفي بنفس المكان في 23 أبريل 1940.